# Drain (Maine-et-Loire)
Drain ([dʁɛ̃] ⓘ) ist eine Ortschaft und ehemalige französische Gemeinde mit 2162 Einwohnern (Stand: 1. Januar 2022) im Département Maine-et-Loire in der Region Pays de la Loire. Sie gehörte zum Arrondissement Cholet. Die Einwohner werden Drainois und Drainoises genannt.
Der Erlass der Präfektin vom 23. November 2015 legte mit Wirkung zum 15. Dezember 2015 die Eingliederung von Drain als Commune déléguée zusammen mit den früheren Gemeinden Champtoceaux, Bouzillé, Landemont, La Varenne, Liré, Saint-Christophe-la-Couperie, Saint-Laurent-des-Autels, und Saint-Sauveur-de-Landemont zur Commune nouvelle Orée d’Anjou fest.

## Geografie

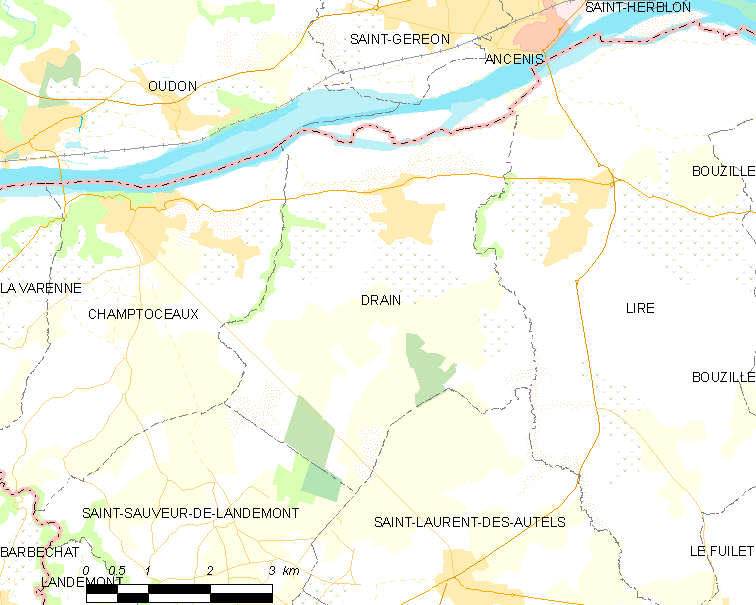
Karte von Drain

Der Ort Drain liegt etwa 52 Kilometer westsüdwestlich von Angers, etwa 39 Kilometer nordwestlich von Cholet und etwa 29 Kilometer nordöstlich von Nantes an der Grenze zum benachbarten Département Loire-Atlantique. Der Ort befindet sich in der Région naturelle der Mauges, Teil der historischen Provinz des Anjou.
Das Ortsgebiet birgt das regionale Naturschutzgebiet der Ferme de la Chauffetière. Es ist seit 2008 klassifiziert und erstreckt sich über 30 Hektar und schützt das Gelände eines Bauernhofs in der Bocage.
Drain befindet sich an den südöstlichen Ausläufern des Armorikanischen Massivs mit seinem Ortszentrum auf einer leichten Anhöhe etwa 1,5 Kilometer südlich des linken Ufers der Loire. Der Ort wird außerdem entwässert von den zeitweise trockenfallenden Ruisseau de la Champenière und Ruisseau de la Pénissière im Südwesten und Westen, dem Ruisseau des Robinets im Osten sowie von kleineren Fließgewässern.
Das Bodenrelief zeigt eine hügelige Landschaft auf einer Hochebene, die im Norden durch das Loire-Tal auf etwa 5 m begrenzt wird. Im Südwesten gehört das Waldgebiet Forêt du Parc zum Ortsgebiet. Die höchste Erhebung beträgt 102 m im äußersten Süden, das Ortszentrum liegt auf etwa 60 m.
Umgeben wird Drain von zwei Nachbargemeinden und vier Communes déléguées von Orée d’Anjou:
| Oudon (Loire-Atlantique)                  | Ancenis-Saint-Géréon (Loire-Atlantique)     |                                         |
| Champtoceaux (Orée d’Anjou)               | Kompassrose, die auf Nachbargemeinden zeigt | Liré (Orée d’Anjou)                     |
| Saint-Sauveur-de-Landemont (Orée d’Anjou) |                                             | Saint-Laurent-des-Autels (Orée d’Anjou) |

## Etymologie und Geschichte
Frühere Formen des Ortsnamens waren Drunium (1060), Drannum (1100). Der Name ist eine Ableitung des keltischen Worts deru (deutsch Eiche).
Auf dem Ortsgebiet sind vier Äxte aus poliertem Stein gefunden worden. Der Name lässt auf ein Landgut in gallorömischer Zeit schließen, ebenso wie der Fund einer gallorömischen Statuette auf dem Ortsgebiet.
Der Zeitpunkt der Gründung der Pfarrgemeinde ist unbekannt. Sie gehörte zum Bistum Nantes und unterstand dem Domkapitel, dem König Ludwig VI. den Besitz bestätigte. Drain war Teil des Dekanats Clisson. Saint-Laurent-des-Autels war Filialgemeinde.
Drain war vorgelagerte Mark der Bretagne zum Anjou. Der Seigneur der Pfarrgemeinde war der Baron von Champtoceaux.
Die Hugenottenkriege forderten eine große Anzahl an Opfern, die Kirche wurde 1588 von der Armee von  Heinrich IV. verwüstet. Es gab Unruhen während der Fronde mit vielen Ertränkten. Epidemien erfassten das Dorf in den Jahren 1563, 1653 und 1781.
Am Ende des Ancien Régime gehörte die Pfarrgemeinde zur Élection, Sénéchaussée von Angers sowie zum Einzugsgebiet der Gabelle von Saint-Florent-le-Vieil.

## Bevölkerungsentwicklung
| Drain: Einwohnerzahlen von 1800 bis 2020                                                                                   | Drain: Einwohnerzahlen von 1800 bis 2020 | Drain: Einwohnerzahlen von 1800 bis 2020 | Drain: Einwohnerzahlen von 1800 bis 2020 | Drain: Einwohnerzahlen von 1800 bis 2020 |
| --- | ---------------------------------------- | ---------------------------------------- | ---------------------------------------- | ---------------------------------------- |
| Jahr |                                          |                                          |                                          | Einwohner                                |
| 1800 | 1800                                     |                                          | 1.175                                    | 1.175                                    |
| 1806 | 1806                                     |                                          | 1.230                                    | 1.230                                    |
| 1821 | 1821                                     |                                          | 1.327                                    | 1.327                                    |
| 1831 | 1831                                     |                                          | 1.201                                    | 1.201                                    |
| 1836 | 1836                                     |                                          | 1.327                                    | 1.327                                    |
| 1841 | 1841                                     |                                          | 1.371                                    | 1.371                                    |
| 1846 | 1846                                     |                                          | 1.371                                    | 1.371                                    |
| 1851 | 1851                                     |                                          | 1.392                                    | 1.392                                    |
| 1856 | 1856                                     |                                          | 1.407                                    | 1.407                                    |
| 1861 | 1861                                     |                                          | 1.402                                    | 1.402                                    |
| 1866 | 1866                                     |                                          | 1.431                                    | 1.431                                    |
| 1872 | 1872                                     |                                          | 1.421                                    | 1.421                                    |
| 1876 | 1876                                     |                                          | 1.448                                    | 1.448                                    |
| 1881 | 1881                                     |                                          | 1.429                                    | 1.429                                    |
| 1886 | 1886                                     |                                          | 1.385                                    | 1.385                                    |
| 1891 | 1891                                     |                                          | 1.316                                    | 1.316                                    |
| 1896 | 1896                                     |                                          | 1.300                                    | 1.300                                    |
| 1901 | 1901                                     |                                          | 1.255                                    | 1.255                                    |
| 1906 | 1906                                     |                                          | 1.219                                    | 1.219                                    |
| 1911 | 1911                                     |                                          | 1.165                                    | 1.165                                    |
| 1921 | 1921                                     |                                          | 1.035                                    | 1.035                                    |
| 1926 | 1926                                     |                                          | 1.040                                    | 1.040                                    |
| 1931 | 1931                                     |                                          | 1.007                                    | 1.007                                    |
| 1936 | 1936                                     |                                          | 1.035                                    | 1.035                                    |
| 1946 | 1946                                     |                                          | 1.001                                    | 1.001                                    |
| 1954 | 1954                                     |                                          | 1.023                                    | 1.023                                    |
| 1962 | 1962                                     |                                          | 1.167                                    | 1.167                                    |
| 1968 | 1968                                     |                                          | 1.207                                    | 1.207                                    |
| 1975 | 1975                                     |                                          | 1.322                                    | 1.322                                    |
| 1982 | 1982                                     |                                          | 1.473                                    | 1.473                                    |
| 1990 | 1990                                     |                                          | 1.633                                    | 1.633                                    |
| 1999 | 1999                                     |                                          | 1.668                                    | 1.668                                    |
| 2006 | 2006                                     |                                          | 1.687                                    | 1.687                                    |
| 2013 | 2013                                     |                                          | 2.089                                    | 2.089                                    |
| 2020 | 2020                                     |                                          | 2.115                                    | 2.115                                    |
| Quelle(n): EHESS/Cassini bis 1999, INSEE ab 2006 Anmerkung(en): Ab 1962 offizielle Zahlen ohne Einwohner mit Zweitwohnsitz |                                          |                                          |                                          |                                          |

## Sehenswürdigkeiten
- Menhir Pierre-du-Diable (Teufelsstein)
- Kirche Notre-Dame aus dem 19. Jahrhundert
- Kapelle Sainte-Apolline
- Reste einer gallorömischen Badeanlage aus dem 4. Jahrhundert

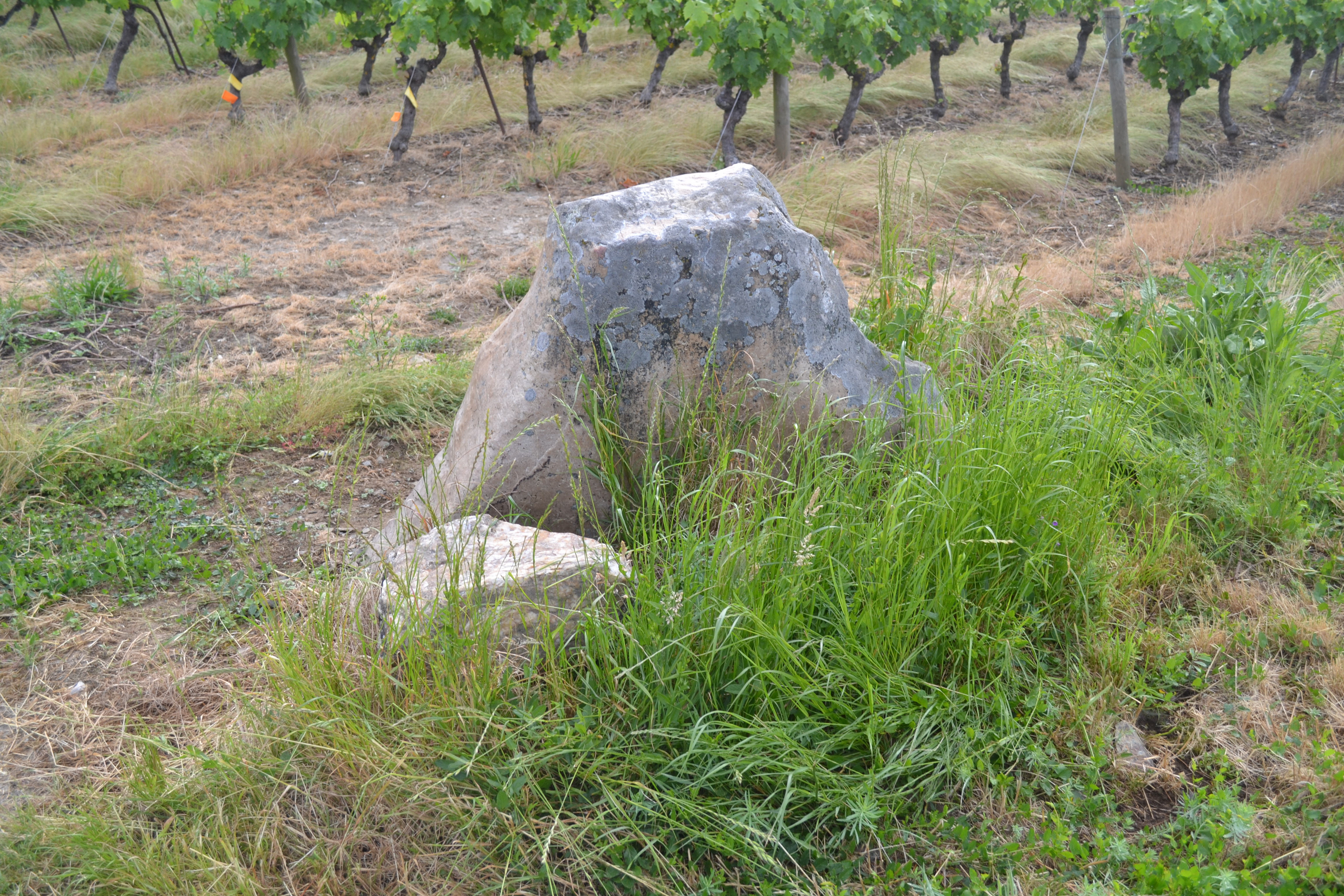
Menhir Pierre-du-Diable
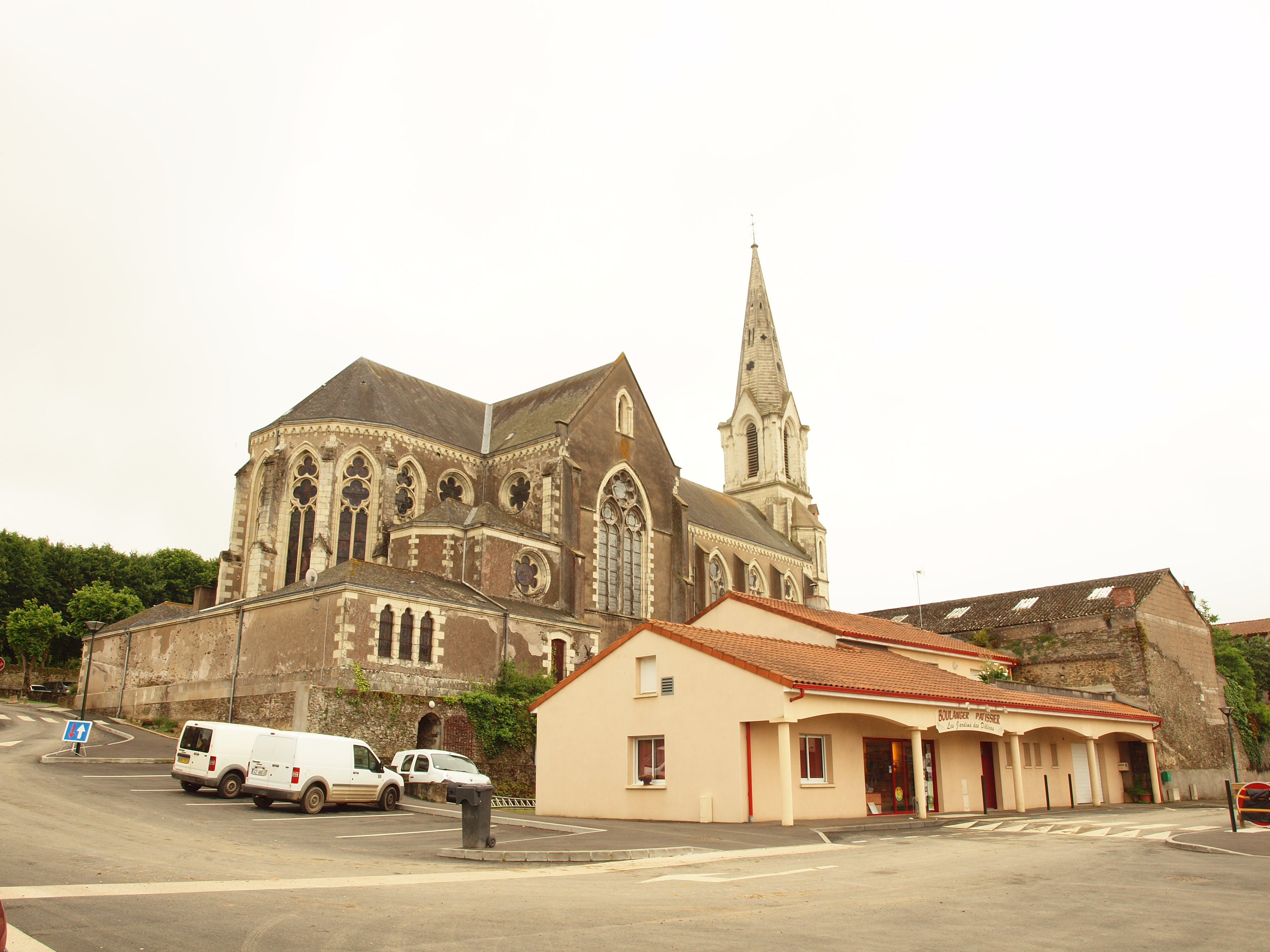
Kirche Notre-Dame
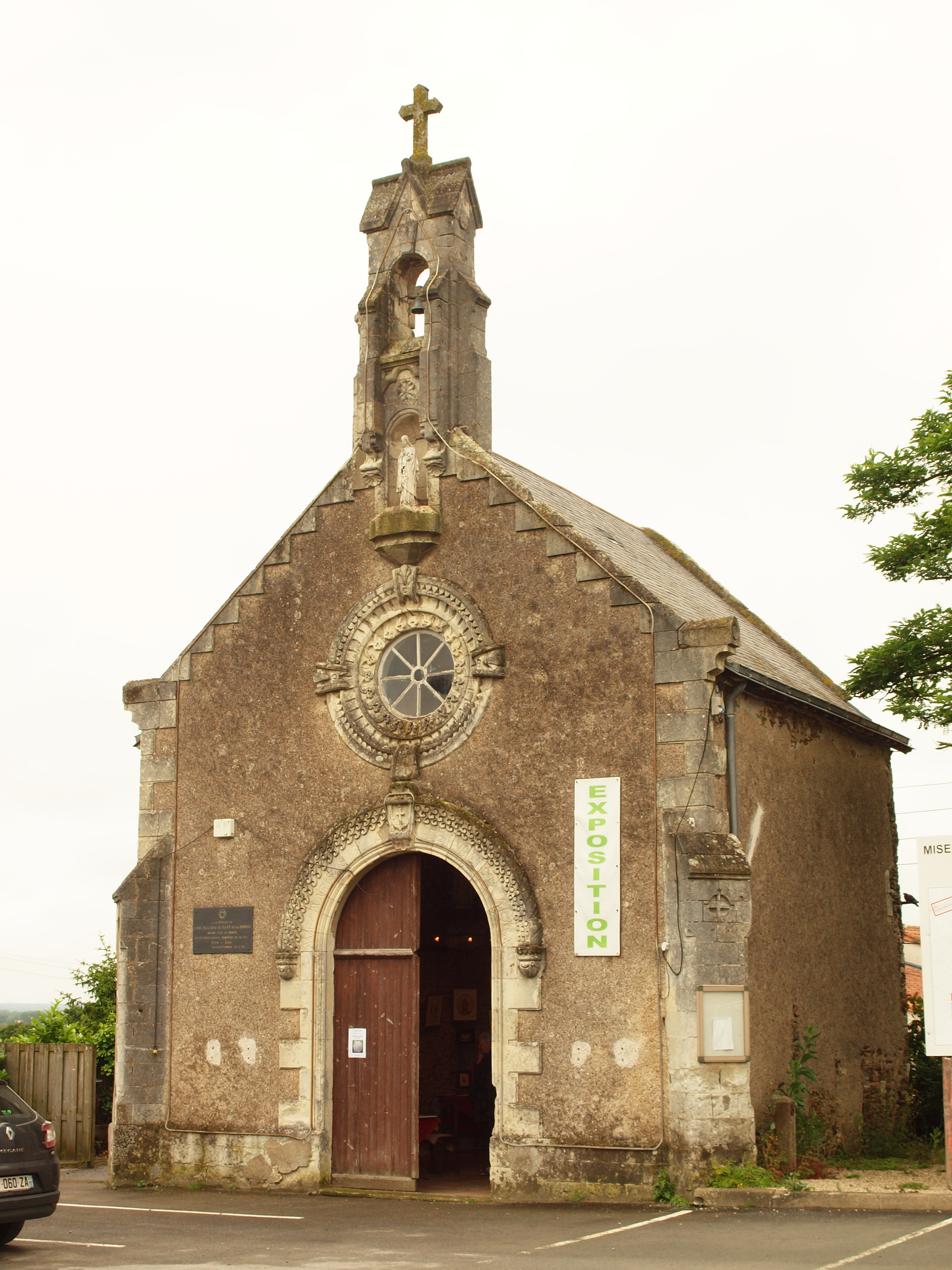
Kapelle Sainte-Apolline
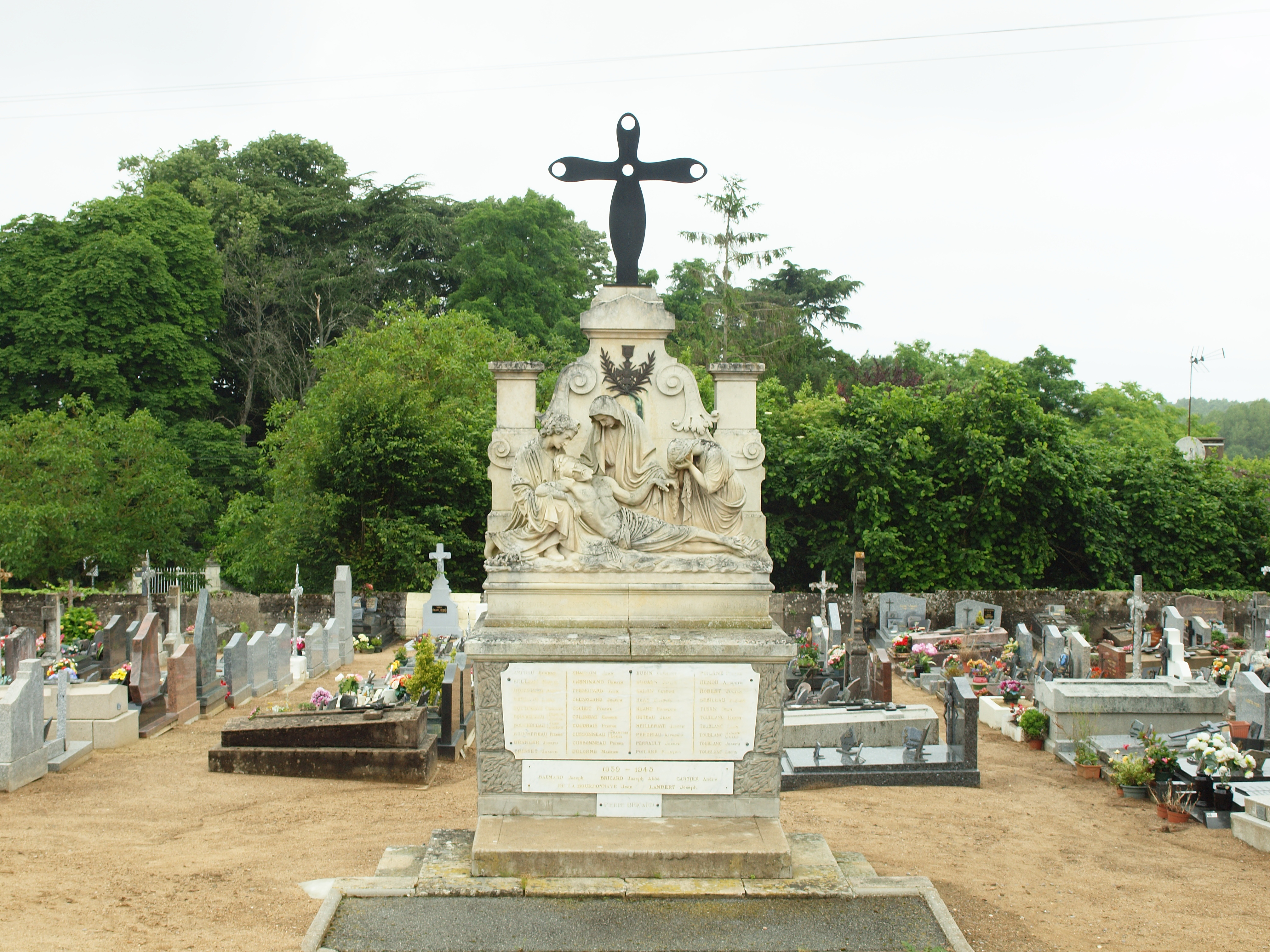
Gefallenendenkmal

## Persönlichkeiten
- Anthony Ravard (* 1983), französischer Radrennfahrer, lebt in Drain